# Культурная лихорадка в Китае
Культурная лихорадка в Китае (кит. трад. 文化熱, упр. 文化热, пиньинь Wénhuàrè, англ. Chinese Cultural Fever) — культурное движение в КНР, существовавшее в период поздних восьмидесятых. Движение было вызвано к жизни политикой рыночных реформ и нового «открытия» Китая миру и особенно Западной мысли. Может считаться первой с 1949 года независимой культурной инициативой в КНР. Трагически прервана переменами в политической жизни Китая.